# 亞尤拉克山
15°36′25″S 70°58′00″W / 15.60694°S 70.96667°W
亞尤拉克山（Jayu Laqhi），是秘魯的山峰，位於該國南部阿雷基帕大區，由聖安東尼奧德丘卡區和聖盧西亞區負責管轄，屬於安地斯山脈的一部分，海拔高度4,600米。